# Dolina Furkaska

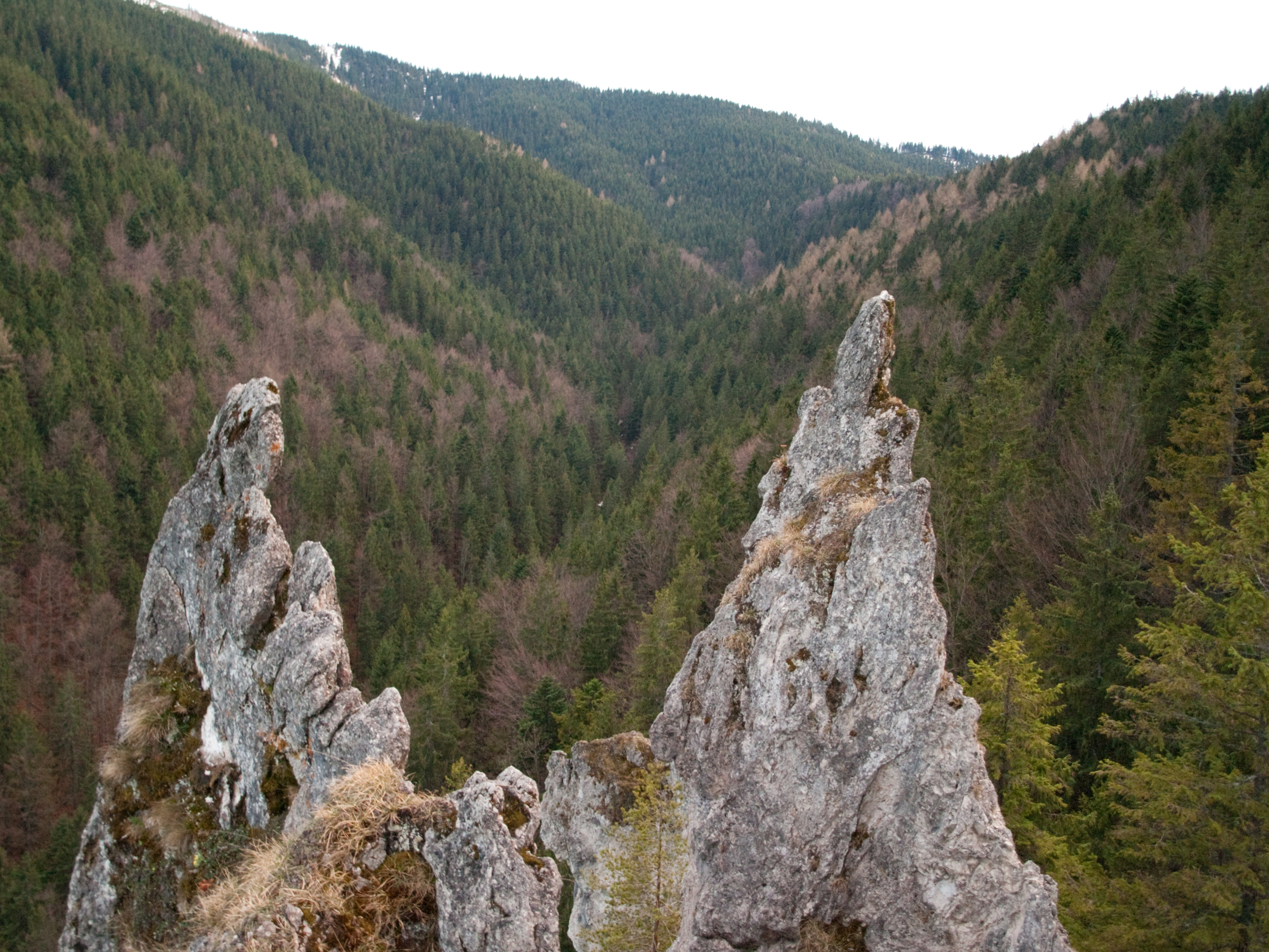
Dolina Furkaska i dolomitowe skały na stokach Turka

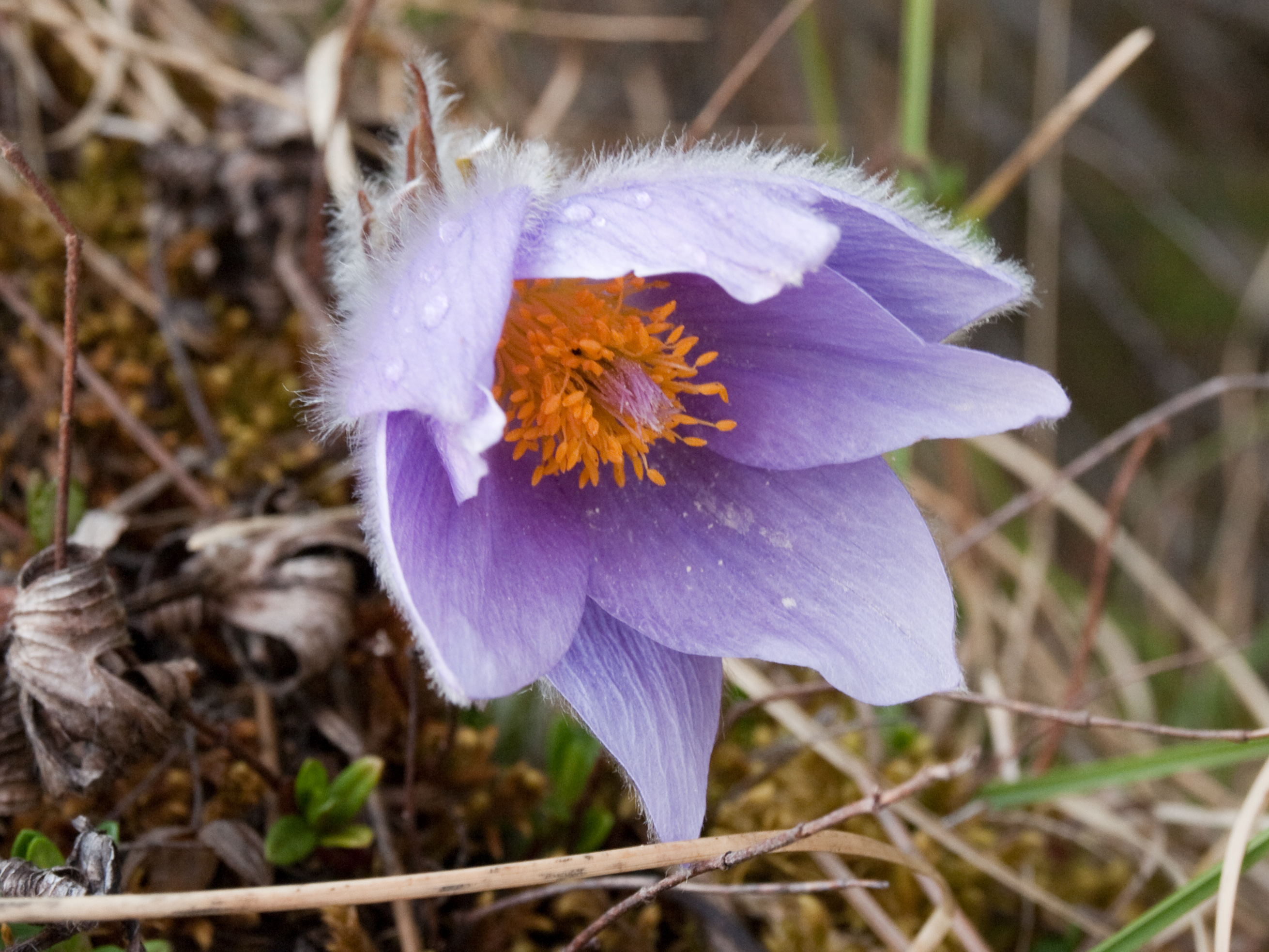
Sasanka słowacka na zboczach doliny

Dolina Furkaska, Dolina pod Turkiem (słow. Furkaska dolina, Dolina pod Turkom) – dolinka reglowa w słowackich Tatrach Zachodnich, jedno z prawych odgałęzień Doliny Cichej Orawskiej (Tichá dolina). Wcina się od północy w masyw Furkaski (Veľká Furkaska, 1491 m n.p.m.), podchodząc pod jej szczyt. Ma długość ok. 2 km i opada w kierunku północnym. Wylot doliny znajduje się na wysokości ok. 910 m, pomiędzy polaną Czaplówka (Čaplovka) a Cichą Polaną (Tichá).
Dolina Furkaska graniczy:
- od zachodu z Doliną Czaplową (Čaplovka), rozdziela je masyw Turka (Turek, 1186 m),
- od południowego zachodu z Doliną Juraniową (Juráňova dolina), rozdziela je północno-zachodnie ramię Furkaski (Juraniowe),
- od południowego wschodu z Doliną Krytą i Wielkimi Koryciskami – odgałęzieniami polskiej Doliny Chochołowskiej, znajdują się one za północno-zachodnim ramieniem Furkaski z turnią Zamczyska (Kendralov kostol),
- od wschodu ze żlebem Bratraniec (Bratranec), rozdziela je grzbiet z kulminacją Bratrańcowej Czubki (1084 m), odchodzący na północ spod Zamczyska.

Głównym ciekiem wodnym doliny jest okresowy Furkaski Potok (Furkaska), zwany też Turkowym Potokiem (Turkov potok) lub Wielką Furkaską. Ma on prawostronny, również okresowy, dopływ – Małą Furkaskę.
Prawie cała dolina porośnięta jest dolno- i górnoreglowymi lasami. Na zboczach występują miejscami dolomitowe skały z bogatą roślinnością wapieniolubną.
Przez Dolinę Furkaską nie prowadzi żaden znakowany szlak turystyczny. Nigdy nie miała ona turystycznego znaczenia.